# Saxophone Colossus
Saxophone Colossus – album amerykańskiego saksofonisty jazzowego Sonny’ego Rollinsa, wydany po raz pierwszy w 1956 roku z numerem katalogowym PRLP 7079 nakładem Prestige Records.

## Powstanie
Na album wybrano pięć utworów. Pod autorstwem trzech podpisany jest Rollins (St. Thomas, Strode Rode, Blue 7), dwa zaś to popularne piosenki: jedna to You Don’t Know What Love Is (muzyka: Gene de Paul; słowa: Don Raye), druga – Moritat (vel Mack the Knife; muzyka: Kurt Weill; słowa: Bertolt Brecht). Kompozycja St. Thomas, biorąca swą nazwę od wchodzącej w skład Wysp Dziewiczych wyspy Saint Thomas, skąd pochodzili rodzice Rollinsa, przypisana została saksofoniście, w istocie jednak oparta jest na tradycyjnej melodii, znanej Rollinsowi od dziecka.
Materiał na płytę został zarejestrowany 22 czerwca 1956 roku przez Rudy’ego Van Geldera w należącym do niego studiu (Van Gelder Studio) w Hackensack w stanie New Jersey. Produkcją albumu zajął się Bob Weinstock.

## Recepcja
Płyta zaliczana jest do najlepszych albumów jazzowych wszech czasów, stanowiąc prawdopodobnie „najsłynniejsze nagranie w katalogu Prestige”. Wywarła duże wrażenie na krytykach: recenzujący album w 1957 roku na łamach magazynu „Down Beat” Ralph J. Gleason zapisał, że uważa Saxophone Colossus „za znakomity pod każdym względem”. Z kolei Scott Yanow z serwisu AllMusic uznał, że to najświetniejsze dzieło Rollinsa spośród wielu pamiętnych nagrań, jakich muzyk dokonał w latach 1954-1958. W zgodzie z tymi opiniami pozostaje ocena Richarda Cooka i Briana Mortona, autorów The Penguin Guide to Jazz Recordings, którzy zaliczyli Saxophone Colossus w poczet najbardziej znaczących i godnych uwagi albumów jazzowych (tzw. Core Collection), stwierdzając, że to „niekwestionowane arcydzieło z tamtego czasu”.

## Lista utworów
Opracowano na podstawie materiału źródłowego.
Wydanie LP
Strona A
| Nr | Tytuł utworu                  | Muzyka        | Długość |
| -- | ----------------------------- | ------------- | ------- |
| 1. | „St. Thomas”                  | Sonny Rollins | 6:49    |
| 2. | „You Don't Know What Love Is” | Gene de Paul  | 6:31    |
| 3. | „Strode Rode”                 | Rollins       | 5:17    |
|    |                               |               | 18:37   |

Strona B
| Nr | Tytuł utworu | Muzyka     | Długość |
| -- | ------------ | ---------- | ------- |
| 1. | „Moritat”    | Kurt Weill | 10:05   |
| 2. | „Blue 7”     | Rollins    | 11:17   |
|    |              |            | 21:22   |

## Twórcy
Opracowano na podstawie materiału źródłowego.
Muzycy:
- Sonny Rollins – saksofon tenorowy
- Tommy Flanagan – fortepian
- Doug Watkins – kontrabas
- Max Roach – perkusja

Produkcja:
- Bob Weinstock – produkcja muzyczna
- Rudy Van Gelder – inżynieria dźwięku
- Tom Hannan – fotografia na okładce, projekt okładki
- Ira Gitler – liner notes